# Metropolitana di Bangkok
La metropolitana di Bangkok (chiamata anche MRT-Subway o Bangkok Metro) è un sistema di trasporto pubblico sotterraneo che serve la Città di Bangkok, capitale della Thailandia. Attualmente è costituita da due linee, la linea Blu, inaugurata nel luglio 2004, e la linea Viola, inaugurata nell'agosto 2016. È  prevista la costruzione di altre 4 linee. Il servizio è integrato con la ferrovia di superficie, gli autobus ed il sistema cittadino di ferrovie sopraelevate comprendente il Bangkok Skytrain e l'Airport Rail Link. La metropolitana è gestita dalla Bangkok Metro Public Company Limited (BMPCL) su concessione dell'Autorità del trasporto di massa della Thailandia, che gestisce anche lo Skytrain.

## Storia
La costruzione della metropolitana ebbe inizio il 19 novembre 1996, il progetto subì molti ritardi a causa della crisi economica tailandese del 1997 e per i problemi derivanti dalla natura del terreno paludoso cittadino.
La linea Chaloem Ratchamongkhon, meglio conosciuta come linea Blu, fu inaugurata il 3 luglio 2004 dal re Bhumibol Adulyadej e dalla regina Sirikit in persona, tuttavia già da aprile era stata aperta in alcuni periodi. La metropolitana ebbe inizialmente un buon successo che andò scemando dopo poco tempo, attestandosi su una media di 180.000-200.000 utenti giornalieri (contro la previsione di 400.000) nonostante l'abbattimento dei prezzi da 12-38 baht a 10-15 baht. In seguito i prezzi salirono e nel novembre del 2012 variavano dai 16 ai 40 baht.

## Operazioni
Tutti gli ingressi delle stazioni sono elevati di un metro dal piano stradale per evitare che le frequenti inondazioni che affliggono Bangkok raggiungano le gallerie. Tutte le stazioni sono dotate di ascensori e rampe per consentire l'accesso ai passeggeri in sedia a rotelle. Per ragioni di sicurezza, le banchine sono separate dai binari da schermi di protezione e porte a scorrimento automatico che si aprono solo a convoglio fermo. Oltre al personale di controllo di servizio sulle banchine, sono installate telecamere a circuito chiuso. Ogni convoglio è costituito da 2 locomotrici e due carrozze centrali.

### Linea Blu
La Linea Blu è stata la prima ad entrare in funzione, è lunga circa 48 km ed è servita da 38 stazioni. Il servizio può trasportare fino a 40.000 passeggeri per ora in ciascuna direzione ed è svolto da una flotta di 19 treni costruiti dalla Siemens, che raggiungono gli 80 km/h. La linea collega la stazione di Tao Poon, situata nel distretto nord-occidentale di Bang Sue, a Hua Lamphong, la stazione ferroviaria principale di Bangkok che si trova nel centro cittadino. Ha interscambi con lo Skytrain alle stazioni di Si Lom, Sukhumvit e Chatuchak e con la linea Viola alla stazione di Tao Poon. Il deposito dei treni si trova nel distretto di Huai Khwang, tra le stazioni di Phra Ram 9 e Thailand Cultural Centre.

### Linea Viola
La linea Viola, inaugurata nell'agosto del 2016, è lunga 23 km ed è servita da 16 stazioni. Congiunge la stazione di Tao Poon, nel distretto di Bang Sue a quella di Khlong Bang Phai, che si trova nella città di Nonthaburi. Nell'agosto del 2017 è stato inaugurato il breve tratto facente parte della linea Blu che consente l'interscambio tra la linea Viola e quella Blu nella stazione di Tao Poon.

## Espansione
È attualmente in costruzione l'estensione della linea Blu, che con due tunnel sotto il fiume Chao Phraya collegherà gli attuali capo-linea di Hua Lamphong e Bang Sue con due diverse stazioni di Thonburi, la parte occidentale di Bangkok, dove la maggior parte della linea sarà sopraelevata. Il prolungamento congiungerà Hua Lamphong alla stazione di Lak Song, nel distretto sud-occidentale di Bang Khae, mentre la stazione di Tao Poon sarà collegata con la stazione di Tha Phra, nel distretto nord-occidentale di Bangkok Yai. La fine dei lavori è prevista per il 2019
Il prolungamento della linea Viola collegherà il distretto di Bang Sue con il centro di Bangkok lungo l'asse nord-sud e proseguirà ad ovest a Thonburi per arrivare nel Distretto di Rat Burana. Sono inoltre state approvate le costruzioni della linea Rosa, Arancione e Gialla.

## Linee

### In esercizio
| Colore | Nome        | Tragitto                   | Lunghezza |
| ------ | ----------- | -------------------------- | --------- |
| Blu    | Linea blu   | Tao Poon a Hua Lamphong    | 48 km     |
| Viola  | Linea viola | Tao Poon a Bang Phai Canal | 23 km     |

### In costruzione
| Colore | Nome      | Tragitto                              | Lunghezza |
| ------ | --------- | ------------------------------------- | --------- |
| Blu    | Linea blu | Estensione da Hua Lamphong a Lak Song | 15,9 km   |

### In progettazione
| Colore  | Nome            | Tragitto                            | Lunghezza |
| ------- | --------------- | ----------------------------------- | --------- |
| Viola   | Linea viola     | Estensione da Tao Poon a Rat Burana | 19,8 km   |
| Arancio | Linea arancione | Min Buri a Taling Chan              | 37,5 km   |
| Giallo  | Linea gialla    | Lat Phrao a Hua Mak                 | 18 km     |
| Rosa    | Linea rosa      | Min Buri a Khae Rai                 | 34,5 km   |